# Dieter Katte
Dieter Katte (* 8. September 1941 in Hischfeld im Riesengebirge, Provinz Niederschlesien; † 25. Mai 2016 in München) war ein deutscher römisch-katholischer Geistlicher, Theologe, Homiletiker und Publizist.
Als Leiter des Seminars für Homiletik in der Erzdiözese München und Freising bildete er mehrere Generationen von Seelsorgerinnen und Seelsorgern im Predigtdienst aus.

## Leben
Aufgewachsen in Rosenheim, studierte Katte Philosophie und Katholische Theologie. Nach seiner Priesterweihe 1966 durch Julius Döpfner arbeitete er bis 1968 als Kaplan in St. Ursula (München). Es folgte bis 1970 ein Studium am Institut für Katechetik und Homiletik in München. Von 1970 bis 1978 war er Subregens am Münchner Priesterseminar. 1977 promovierte Katte bei Alfred Läpple in Salzburg. Seit 1970 bildete er die Seelsorger und Seelsorgerinnen der verschiedenen Pastoralen Dienste des Erzbistums München und Freising im Predigen aus, ab 1978 als Dozent, ab 2005 als Leiter des Seminars für Homiletik. Er baute das Seminar auf als ein Modell homiletischer Aus-, Fort- und Weiterbildung, das mit den von ihm initiierten Multiplikatorenkursen für Homiletik weiterentwickelt wurde.
Neben dieser Aufgabe war Katte von 1979 bis 1986 Studentenseelsorger an der Fachhochschule für Sozialpädagogik in München. Von 1978 bis 1987 war er als nebenamtlicher Pfarrvikar in der Pfarrei St. Johann Baptist tätig. Ab 1987 arbeitete er in der Pfarrei St. Elisabeth in München-Haidhausen, ab 1992 als Pfarradministrator.
Im Jahr 2012 ging er in den Ruhestand.
Dieter Katte starb 2016 und wurde auf dem Städtischen Friedhof Rosenheim beerdigt.

## Werke (in Auswahl)

### Publikationen in Buchform
- Wort und Antwort. Eine Untersuchung der Predigten, die Kardinal Faulhaber in der Zeit zwischen dem 1. Januar 1933 und dem 30. April 1945 gehalten hat., Salzburg 1976 (Hochschulschrift)
  - Hauptband, Salzburg 1976.
  - Dokumentationsband. Dokumentation der Predigten, die Kardinal (Michael) Faulhaber zwischen dem 1. Januar 1933 und dem 30. April 1945 gehalten hat. (Salzburg, Univ., Diss. 28. April 1977.)
- mit Johanna Binder, Ich gehe zur Firmung. Denkanstösse für Firmlinge und. Firmhelfer, Rex-Verlag, München, Luzern 1977, ISBN 978-3-7926-0091-7.
- Unsere Jugend wird selbständig. Hilfen für das Gespräch zwischen Eltern und Jugendlichen, Rex-Verlag, München, Luzern 1978, ISBN 978-3-7926-0115-0.
- Unterwegs trat er zu ihnen. Biblische Betrachtungen, Pfeiffer, München 1982, ISBN 978-3-7904-0357-2.
- Ohne Trauschein?, Don-Bosco-Verlag, München 1982, ISBN 978-3-7698-0442-3
- Ich rufe dich beim Namen. Biblische Betrachtungen, Pfeiffer, München 1983, ISBN 978-3-7904-0385-5.
- Unsere Wirklichkeit neu sehen. 5-Minuten-Betrachtungen, Pfeiffer, München 1986, ISBN 978-3-7904-0456-2.
- Mehr als ein Wort. Biblische Besinnungspausen, Don-Bosco-Verlag, München 1990, ISBN 978-3-7698-0662-5.
- Zur Quelle kommen, Fromm Verlag, Saarbrücken 2011, ISBN 978-3-8416-0166-7.

### Zeitschriftenartikel
- Kann Gott etwas mit mir anfangen? Neujahr/Hochfest der Gottesmutter – 1. Januar 2007, in: Der Prediger und Katechet (PUK), 146. Jahrgang, 2007, Heft 1.
- Du bist mein geliebtes Kind! Lesepredigt Taufe des Herrn – 7. Januar, in: PUK, 146. Jahrgang, 2007, Heft 1.
- Gottes Geist in unserer Zeit. Pfingsten – 27./28. Mai, in: PUK, 146. Jahrgang, 2007, Heft 3.
- Du, unser Vater. Siebzehnter Sonntag – 29. Juli 2007, in: PUK, 146. Jahrgang, 2007, Heft 4.
- Benimm dich! Zweiundzwanzigster Sonntag – 2. September, in: PUK, 146. Jahrgang, 2007, Heft 5.
- Neues wagen – eine bleibende Herausforderung. Achtundzwanzigster Sonntag – 14. Oktober, in: PUK, 146. Jahrgang, 2007, Heft 6.
- Mit Gott anfangen – Gott etwas mit sich anfangen lassen. Neujahr – Fest der Gottesmutter Maria – 1. Januar, in: PUK, 147. Jahrgang, 2008, Heft 1.
- Was glücklich macht. Vierter Sonntag – 3. Februar, in: PUK, 147. Jahrgang, 2008, Heft 2.
- Das Kreuz verehren? Fest Kreuzerhöhung – 14. September, in: PUK, 147. Jahrgang, 2008, Heft 5.
- Nicht nur ein Text für Theologen. Zweiter Sonntag nach Weihnachten – 4. Januar, in: PUK, 148. Jahrgang, 2009, Heft 1.
- Kraftvolle Worte. Lesepredigt. Vierter Sonntag – 1. Februar, in: PUK, 148. Jahrgang, 2009, Heft 2.
- Keine falsche Demut! Lesepredigt. Neunundzwanzigster Sonntag/Kirchweihfest – 18. Oktober, in: PUK, 148. Jahrgang, 2009, Heft 6.
- Der Weltenrichter: Keine Drohung für später. Lesepredigt. Erster Adventssonntag – 29. November, in: PUK, 149. Jahrgang, 2010, Heft 1.
- Agieren statt reagieren. Lesepredigt. Fünfter Sonntag der Osterzeit – 2. Mai, in: PUK, 149. Jahrgang, 2010, Heft 3.
- Ein turbulenter Beginn. Hl. Petrus und hl. Paulus – 29. Juni, in: PUK, 149. Jahrgang, 2010, Heft 4.
- Endzeit ist Heilszeit. Dreiunddreißigster Sonntag – 14. November, in: PUK, 149. Jahrgang, 2010, Heft 6.
- So oder so? Neujahr – Fest der Gottesmutter Maria – 1. Januar, in: PUK, 150. Jahrgang, 2011, Heft 1.
- Worauf kann der Mensch bauen? Lesepredigt. Neunter Sonntag (Fasching/Karneval) – 6. März, in: PUK, 150. Jahrgang, 2011, Heft 2.
- Auf Gott hinweisen! Geburt Johannes des Täufers – 24. Juni, in: PUK, 150. Jahrgang, 2011, Heft 4.
- Zeugen werden für den Osterglauben. Lesepredigt. Dritter Sonntag der Osterzeit – 22. April, in: PUK, 151. Jahrgang, 2012, Heft 3.
- Wissen allein genügt nicht. Vierzehnter Sonntag – 8. Juli, in: PUK, 151. Jahrgang, 2012, Heft 4.
- Offenes Hinhören statt blinder Gehorsam. Lesepredigt. Einunddreißigster Sonntag – 4. November, in: PUK, 151. Jahrgang, 2012, Heft 6.
- Die Zukunft hat schon begonnen. Dreiunddreißigster Sonntag – 18. November 2012, in: PUK, 151. Jahrgang, 2012, Heft 6.
- Leistung ist wichtig, aber nicht alles. Fünfter Sonntag im Jahreskreis – 10. Februar, in: PUK, 152. Jahrgang, 2013, Heft 2.
- Von der Kraft des Wortes. Lesepredigt. 2. Sonntag nach Weihnachten – 4. Januar, in: PUK, 154. Jahrgang, 2015, Heft 1.
- Josef, mehr als nur ein Mann am Rand. Heiliger Josef – 19. März, in: PUK, 154. Jahrgang, 2015, Heft 2.